# Heliosia suffusus
Heliosia suffusus là một loài bướm đêm thuộc phân họ Arctiinae, họ Erebidae.